# Welsede (Emmerthal)
Welsede ist eine Ortschaft der Gemeinde Emmerthal im Landkreis Hameln-Pyrmont in Niedersachsen.

## Geographie
Das Dorf liegt fünf Kilometer südwestlich von Emmerthal und fünf Kilometer östlich von Bad Pyrmont an der L 429, der L 431 und der Bahnstrecke Hannover–Altenbeken. Der Ort liegt an der Emmer. Nördlich von Welsede grenzt das Naturschutzgebiet Emmertal.

## Geschichte
Die erste urkundliche Erwähnung des Ortes stammt aus der Zeit zwischen 1000 und 1100 unter dem Namen Welsin. Spätere Bezeichnungen und Schreibweisen des Ortes sind Welsse, Welesse, Welesch, Welzethe, Weltze und Welse.
Ursprünglich gehörte Amelgatzen zum Amt Aerzen, welches 1823 in das Amt Hameln überging.

### Einwohnerentwicklung
- 1910: 151 Einwohner (am 1.12.)[4]
- 1925: 177 Einwohner[5]
- 1933: 159 Einwohner[5]
- 1939: 184 Einwohner[5]
- 1950: 368 Einwohner (am 13.9.)[1]
- 1956: 410 Einwohner (am 25.9.)[1]

### Eingemeindungen
Durch die Gebietsreform wurde die bis dahin selbständige Gemeinde Welsede am 1. Januar 1973 in die Gemeinde Emmerthal eingemeindet.